# Elsker, elsker ikke (film fra 2003)
 For alternative betydninger, se Elsker, elsker ikke. (Se også artikler, som begynder med Elsker, elsker ikke)
Elsker, elsker ikke er en dansk kortfilm fra 2003, der er instrueret af Poul Berg efter manuskript af ham selv og og Jesper Troelstrup.

## Handling
Denne artikel mangler et handlingsreferat. Hjælp os med at skrive det.